# Грабитель Виски
«Грабитель Виски» (венг. A Viszkis) — фильм 2017 года, основанный на жизни Аттилы Амбруша, знаменитого венгерского банковского грабителя.

## В ролях
- Бенце Салаи — Аттила Амбруш
- Сабо Барнабаш — юный Аттила Амбруш
- Золтан Шнайдер — детектив Бартош
- Пирошка Мога — Ката
- Виктор Клем — Геза Бота
- Юдит Погань — тётя Аннушка, бабушка Аттилы
- Шандор Жотер — отец Каты
- Аттила Амбруш — таксист

## Сюжет
В конце 80-х молодой Аттила бежит из тоталитарной Румынии в Венгрию. Он становится профессиональным игроком в хоккей, но вынужден перебиваться случайными заработками. Однажды он решает преступить закон. Вскоре вся страна обсуждает похождения «грабителя Виски».

## Релиз
Премьера картины состоялась на Варшавском кинофестивале 16 октября 2017 г. В Венгрии фильм вышел 22 ноября.